# Arthur Pangman
Pour l’article homonyme, voir Pangman.
 (janvier 2019).
Arthur H. Pangman (né le 1er juin 1905, 25 juin 1996 à Montréal) est un fondeur canadien qui a participé aux Jeux olympiques d'hiver de 1932, lors desquels il termine 35e de la course de 18 km de ski de fond. 
Quatre ans plus tard, lors des Jeux de 1936, il est entraîneur honoraire de l'équipe de ski de fond et manager de celle-ci. Investi dans les instances fédératives du ski canadien, il dirige le comité de sélection de l'équipe de ski canadienne des Jeux de 1948 et s'occupait encore, à 75 ans, des célébrations du 100e anniversaire de Herman « Jackrabbit » Smith-Johannsen.
En 1983, il est devenu membre du Temple de la renommée du ski canadien.